# Bloukraanroete
Bloukraanroete (officieel Bloukraanroete Plaaslike Munisipaliteit) is een gemeente in het Zuid-Afrikaanse district Sarah Baartman.
Bloukraanroete ligt in de provincie Oost-Kaap en telt 36.000 inwoners. 

## Hoofdplaatsen
Het nationaal instituut voor de statistiek, Stats SA, deelt sinds de census 2011 deze gemeente in in 6 zogenaamde hoofdplaatsen (main place):
Blue Crane Route NU • Cookhouse • Khanyiso • KwaNojoli • Pearston • Somerset East.